# Ålhustjärnen, Dalarna
Ålhustjärnen är en sjö i Falu kommun i Dalarna och ingår i Dalälvens huvudavrinningsområde.